# Bristol City FC
A Bristol City Football Club egy angol labdarúgócsapat, egyike Bristol két profi csapatának, a másikat Bristol Roversnek hívják. Stadionjuk az Ashton Gate, mely a város délnyugati részén található. A 2006/07-es szezonban jutottak fel a Championshipbe, a következő idényben kis híján a Premier League-be is felkerültek, de a rájátszás döntőjében vereséget szenvedtek a Hull Citytől.
Annak ellenére, hogy angol csapat, a City 1934-ben megnyerte a Walesi Kupát. 1907-ben másodikként végeztek a bajnokságban, ami máig a legjobb eredményük.
1982-ben a Bristol lett az első angol csapat, mely egymás után három kiesést szenvedett el, de 1990-re már visszajutott a másodosztályba. 1999 és 2006 között főként a harmadosztály tabellájának elején vitézkedtek és harcoltak a feljutásért.
A csapat beceneve Vörösbegyek, 1976-tól 1994-ig látható is volt a címerükön egy vörösbegy. Jelenlegi otthonuk az Ashton Gate, melyben 21 497 néző foglalhat helyet.

## Klubtörténet

### Kezdeti évek és korai sikerek (1897–1911)
A klub 1897-ben alapult, amikor a Bristol South End FC profivá vált és újjászerveződött Bristol City FC néven. 1900-ban egyesültek a Bedminster FC-vel, melyet 1887-ben alapítottak Southville FC néven. 1901-ben csatlakoztak a Labdarúgó Ligához. A másodosztályban kezdték meg szereplésüket, 1906-ban bajnokként jutottak az élvonalba. Mivel újoncok voltak, a rájuk ragasztották a Bristol-bébik becenevet, mely egészen az 1930-as évekig megmaradt. Első szezonjuk remekül sikerült, másodikak lettek a Newcastle United mögött. 1909-ben bejutottak az FA Kupa döntőjébe, de kikaptak a Manchester Unitedtől. A kezdeti sikerek ellenére 1911-ben kiestek az első osztályból, és máig nem tudták megismételni akkori remek teljesítményüket. 65 évig kellett várniuk, mire ismét élvonalbelinek mondhatták magukat.

### Kiesések és feljutások időszaka (1912–1965)
Az 1920-as években a Bristol a másodosztály és a harmadosztály déli csoportja között hullámvasutazott, egy évtizeddel később már stabil harmadosztályúnak számítottak és ott is maradtak a második világháború kitöréséig. 1949-ben Harry Dolman lett a klub elnöke, aki 30 évig maradt ebben a pozícióban. Az 1950-es években került villanyvilágítás az Ashton Gate-re. Ebben az évtizedben öt évet töltöttek a másodosztályban, majd 1965-ben jutottak vissza oda.

### Vissza a legjobbak közé (1966–1979)
1967-ben Alan Dicks lett a menedzser és alatta látványos fejlődés indult meg. A csapat 1976-ban, 65 év után visszajutott az élvonalba. Ezúttal viszont nem okozott túl nagy örömöt a First Divisionben való szereplés, 1979-ben a 13. helyen végeztek, ez volt a legjobb eredményük ebben az időszakban. Geoff Merrick, Tom Ritchie, Clive Whitehead, Gerry Gow, Trevor Tainton és Jimmy Mann voltak az éra legjobbjai.

### Hanyatlás és anyagi gondok (1980–1982)
A City 1980-ban ismét a másodosztályban találta magát, de ez csak a problémák sorának kezdete volt. Adósságaik egyre növekedtek és kétszer egymás után kiestek. 1982-ben már a negyedosztályban voltak és nagyon közel kerültek a csődhöz, egy új vállalat (BCFC (1982) plc.) azonban megmentette őket, így "életben maradtak".

### Újjászületés (1982–1990)
A Vörösbegyek két szezon töltöttek el a negyedosztályban, majd Terry Cooper irányítása alatt 1984-ben feljutottak. Az 1980-as évek további részében stabil harmadosztályú gárdának számítottak. Copper helyére Joe Jordan érkezett, aki 1990-ben másodikként feljuttatta őket a második vonalba. Ez az év volt talán a legsikeresebb Bristol városának futballjában, hiszen Cityt éppen a Bristol Rovers előzte meg a tabellán.

### Ismét a másodosztályban (1990–1995)
Jordan 1990 szeptemberében a Heart of Midlothianhoz szerződött, utódja, Jimmy Lumsden mindössze 18 hónapig volt hivatalban, utána Denis Smith ült le a kispadra. Ő igazolta le az Arsenal 20 éves csatárát, Andy Cole-t, aki hamar közönségkedvenccé vált. Kevés nála jobb góllövő viselte a Bristol mezét. 1993 februárjában azonban a Newcastle Unitedé lett, világhírnévre később, a Manchester Unitedben tett szert, ahol öt Premier League-trófeát, két FA Kupát és egy Bajnokok Ligáját nyert.
A City továbbra is a másodosztályban szerepelt, melyet Division One-ra kereszteltek át a Premier League létrejötte után. Smith 1993 novemberében az Oxford Unitedhez került. Utódja Russell Osman lett, de őt egy éven belül menesztették, mivel nagyon népszerűtlen volt a szurkolók szemében. Osman nevéhez fűződik azonban az, hogy a csapat 1994 januárjában 1-0-ra megverte a Liverpoolt az FA Kupa harmadik fordulójában.
Joe Jordan visszatért a klubhoz, de neki sem sikerült megakadályoznia a kiesést.

### Kiesés és feljutás (1995–2000)
Jordan két szezonon keresztül volt a City alkalmazásában, de távozott, miután 1997-ben nem sikerült visszajuttatnia csapatát a másodosztályba. A korábbi Bristol Rovers-mester, John Ward érkezett az Ashton Gate-re és 1998-ban feljuttatta a Vörösbegyeket a Division One-ba. A csapat szenvedett, így Ward távozott, helyét Benny Lennartsson vette át, de a gárda így is utolsó lett és kiesett. Lennartssonnak mennie kellett, de utódja, Tony Pulis is csak hat hónapig maradt. Egyesek szerint az akkori volt a City egyik legrosszabb csapata, természetesen csak az után, mely 20 évvel előtte háromszor egymás után kiesett. Ezt követően az a Danny Wilson került a kispadra, aki korábban feljuttatta a Barnsley-t a Premier League-be.

### A Danny Wilson-éra (2000–2004)
A Bristol szinte folyamatosan esélyes volt a rájátszást érő helyek megszerzésére Wilson irányítása alatt. 2002-ben úgy tűnt, hogy romlik a formájuk, de egy évvel később kis híján automatikusan feljutottak és megnyerték a Football League Trophyt is. A rájátszásban már nem voltak ilyen sikeresek, hiszen kikaptak a Cardiff Citytől. Wilson utolsó évében (2004) szintén rájátszásig vezette a csapatát, ahol ezúttal a döntőbe is bejutottak, de kikaptak a Brighton & Hove Albiontól. Végül a mestert kirúgták és Brian Tinnion érkezett helyette.

### Csalódás Tinnion alatt (2004–2005)
A City nem jutott be a rájátszásba a 2004/05-ös szezonban, majd Tinnion le is mondott, miután 2005 szeptemberében 7-1-re kikaptak a Swansea Citytől. Már a szezonkezdet is rendkívül rossz volt, amin olyan nagy nevek leigazolása sem segített, mint Marcus Stewart vagy Michael Bridges. Tinniont Gary Johnson váltotta.

### Feltámadás Gary Johnson vezetésével (2005. szeptember –)
Johnson 2005 szeptemberében került az Ashton Gate-re a Yeowil Towntól. Első meccse előtt néhány órával találkozott először a csapattal, de mégis sikerült győzniük 3-2-re a Brentord ellen. Több jó eredmény után a klub egymás után kilenc vereséget szenvedett és a kiesőzónába került. Sokan követelték Johnson leváltását, de ezt követően 16 meccséből mindössze egyet vesztett el a csapat, a Gillinghamet 6-0-ra verték, ami 1969 óta a legnagyobb arányú győzelmük volt. Annak ellenére, hogy nem jutottak be a rájátszásba, látszott rajtuk a fejlődés.
A 2006/07-es szezon rosszul indult a Bristol számára, de hamar bekerültek a legjobb hat közé, novemberben pedig kezdetét vette egy 11 meccses veretlenségi sorozat, amivel az élre ugrottak. Az FA Kupa harmadik fordulójában kiejtették a másodosztályú Cardiff Cityt, majd a Middlesbrough-val találták szembe magukat. Az élvonalbeli csapattal 2-2-re végeztek a rendes játékidőben, végül pedig büntetők következtek, melyek során a Boro bizonyult jobbnak.
A másodosztályba való feljutás az idény utolsó napján dőlt el, amikor 3-1-re verték a Rotherham Unitedet. Majdnem egy évtizedre volt szükségük ahhoz, hogy ismét a második vonalban szerepelhessenek.
A feljutás után Johnson több játékost is igazolt erősítés céljából. 2008 március 1-jén már a Championship élén álltak és mindenki abban bízott, hogy automatikusan feljutnak. Ezt követően azonban formaromlás nehezítette meg a dolgukat és biztossá vált, hogy legfeljebb osztályozóval juthatnak az élvonalba. Végül negyedikek lettek és bejutottak a rájátszás döntőjébe, de ott 1-0 arányban kikaptak a Hull Citytől.

## Stadion
A Bristol City jelenlegi stadionja az Ashton Gate, mely az Avon folyótól délre található. A létesítményben csak ülőhelyek találhatók, egészen pontosan 21 497. Átlagosan körülbelül 19 000-en váltanak jegyet a csapat hazai meccseire. 1900-ig a Bedminster otthona volt, az egyesülés után a City úgy döntött, ezt használja tovább, de 1904-ig máshol is játszottak.
Születtek már a kibővítésre és egy új stadion építésére vonatkozó tervek is az évek során. 2002-ben a bristoli önkormányzat belefogott egy olyan terület keresésébe, mely alkalmas lenne egy 40 000-es stadion felépítésére. Ezt a létesítményt közösen használta volna a City és a Rovers is, de végül a terveket elvetették, a szurkolók legnagyobb örömére. Az Ashton Gate befogadóképessége ma átlagosnak számít a hampionshipben, de 2007 novemberében a vezetőség kilátásba helyezte, hogy a csapat egy olyan 30 000-es stadionba költözik majd, melyet később 40 000-esre bővítenek, így 2018-ra alkalmas lehetne VB-meccsek lebonyolítására is.
Az Ashton Gate-en olyan neves előadók is felléptek már, mint Rod Stewart, Bryan Adams, Elton John, Neil Diamond vagy Ronan Keating.

## Sikerlista
FA Kupa
- Döntős: 1908-09

Walesi Kupa
- Győztes: 1934

Másodosztály
- Bajnok: 1905-06

Harmadosztály, déli csoport
- Bajnok: 1922-23, 1926–27, 1954-55

Harmadosztály
- Másodikként feljutó: 2006-07

Football League Trophy
- Győztes: 1985-86, 2002-03

Angol-Skót Kupa
- Győztes: 1977-78

## Jelenlegi keret
2019. augusztus 8. szerint.
| #  |     | Poszt | Név              |
| -- | --- | ----- | ---------------- |
| 1  | ENG | K     | Daniel Bentley   |
| 2  | ENG | V     | Jack Hunt        |
| 3  | ENG | V     | Jay Dasilva      |
| 4  | HUN | KP    | Nagy Ádám        |
| 5  | AUS | V     | Bailey Wright () |
| 6  | ENG | V     | Nathan Baker     |
| 7  | ENG | KP    | Korey Smith      |
| 8  | ENG | KP    | Josh Brownhill   |
| 9  | SEN | CS    | Famara Diedhiou  |
| 10 | ENG | CS    | Matty Taylor     |
| 11 | IRL | KP    | Callum O’Dowda   |
| 12 | ENG | KP    | Liam Walsh       |
| 13 | IRL | K     | Rene Gilmartin   |
| 14 | AUT | CS    | Andreas Weimann  |
| 15 | WAL | KP    | Marley Watkins   |
| 16 | ENG | KP    | Hakeeb Adelakun  |

| #  |     | Poszt | Név                                              |
| -- | --- | ----- | ------------------------------------------------ |
| 17 | ENG | KP    | Sammie Szmodics                                  |
| 18 | ENG | CS    | Antoine Semenyo                                  |
| 19 | SWE | KP    | Niclas Eliasson                                  |
| 22 | CZE | V     | Tomáš Kalas                                      |
| 23 | ENG | V     | Taylor Moore                                     |
| 25 | ENG | KP    | Tommy Rowe                                       |
| 27 | ENG | KP    | Tyreeq Bakinson                                  |
| 28 | GAM | CS    | Saikou Janneh                                    |
| 32 | POR | V     | Pedro Pereira (kölcsönben a Benfica csapatától)  |
| 33 | FIN | K     | Niki Mäenpää                                     |
| 42 | FRA | KP    | Han-Noah Massengo                                |
| 45 | ENG | KP    | Kasey Palmer                                     |
| —  | COD | CS    | Benik Afobe (kölcsönben a Stoke City csapatától) |

## Korábbi híres játékosok
| Anglia - Billy Wedlock - John Atyeo - Gus Caesar - Paul Cheesley - Andy Cole - Chris Garland - Norman Hunter - Jimmy Mann - Rob Newman - Brian Tinnion - Bob Taylor - Joe Royle - Steve McClaren | Skócia - David Moyes - Gerry Gow - Peter Cormack Bermuda - Shaun Goater Kanada - Jim Brennan Nigéria - Ade Akinbiyi Australia - Luke Wilkshire | Lengyelország - Dariusz 'Jacki' Dziekanowski Észak-Írország - Tommy Doherty |

## Menedzserek
| Név                            | Hivatali idő |
| ------------------------------ | ------------ |
| Sam Hollis                     | 1897–1899    |
| Robert Campbell                | 1899–1901    |
| Sam Hollis                     | 1901–1905    |
| Harry Thickett                 | 1905–1910    |
| Sam Hollis                     | 1911–1913    |
| George Hedley                  | 1913–1917    |
| Jack Hamilton                  | 1917–1919    |
| Joe Palmer                     | 1919–1921    |
| Alex Raisbeck                  | 1921–1929    |
| Joe Bradshaw                   | 1929–1932    |
| Bob Hewison                    | 1932–1949    |
| Bob Wright                     | 1949–1950    |
| Pat Beasley                    | 1950–1958    |
| Peter Doherty                  | 1958–1960    |
| Fred Ford                      | 1960–1967    |
| Alan Dicks                     | 1967–1980    |
| Bobby Houghton                 | 1980–1982    |
| Roy Hodgson                    | 1982         |
| Terry Cooper                   | 1982–1988    |
| Joe Jordan                     | 1988–1990    |
| Jimmy Lumsden                  | 1990–1992    |
| Denis Smith                    | 1992–1993    |
| Russell Osman                  | 1993–1994    |
| Joe Jordan                     | 1994–1997    |
| John Ward                      | 1997–1998    |
| Benny Lennartsson              | 1998–1999    |
| Tony Pulis                     | 1999         |
| Tony Fawthrop & David Burnside | 2000         |
| Danny Wilson                   | 2000–2004    |
| Brian Tinnion                  | 2004–2005    |
| Gary Johnson                   | 2005-–2010   |
| Steve Coppell                  | 2010         |
| Keith Millen                   | 2010–2011    |
| Derek McInnes                  | 2011–2013    |
| Sean O'Driscoll                | 2013         |
| Steve Cotterill                | 2013–2016    |
| Lee Johnson                    | 2016–2020    |